# 27504 Denune
27504 Denune è un asteroide della fascia principale. Scoperto nel 2000, presenta un'orbita caratterizzata da un semiasse maggiore pari a 3,0177945 au e da un'eccentricità di 0,1010517, inclinata di 11,30144° rispetto all'eclittica.